# Vlag van Brummen

Vlag van de gemeente Brummen

De vlag van Brummen is op 21 april 1970 bij raadsbesluit vastgesteld als gemeentelijke vlag van de Gelderse gemeente Brummen. De vlag is gebaseerd op het gemeentewapen.
De beschrijving van de vlag luidt als volgt:  
blauw met aan de broekzijde een leeuw van geel, getongd en genageld van rood, met in zijn voorpoten een tak van de braamstruik van natuurlijke kleur
Het ontwerp was van de Hoge Raad van Adel.

## Verwante afbeeldingen

Wapen van Brummen

Aalten ·
Apeldoorn ·
Arnhem ·
Barneveld ·
Berg en Dal ·
Berkelland ·
Beuningen ·
Bronckhorst ·
Brummen ·
Buren ·
Culemborg ·
Doesburg ·
Doetinchem ·
Druten ·
Duiven ·
Ede ·
Elburg ·
Epe ·
Ermelo ·
Harderwijk ·
Hattem ·
Heerde ·
Heumen ·
Lingewaard ·
Lochem ·
Maasdriel ·
Montferland ·
Neder-Betuwe ·
Nijkerk ·
Nijmegen ·
Nunspeet ·
Oldebroek ·
Oost Gelre ·
Oude IJsselstreek ·
Overbetuwe ·
Putten ·
Renkum ·
Rheden ·
Rozendaal ·
Scherpenzeel ·
Tiel ·
Voorst ·
Wageningen ·
West Betuwe ·
West Maas en Waal ·
Westervoort ·
Wijchen ·
Winterswijk ·
Zaltbommel ·
Zevenaar ·
Zutphen